# Montpellier–Méditerranée repülőtér
A Montpellier–Méditerranée repülőtér (IATA: MPL, ICAO: LFMT) egy nemzetközi repülőtér Franciaországban, Montpellier közelében. Éves utasforgalma 1 761 087 fő (2022).
A repülőtéren található az École nationale de l'aviation civile (Francia Polgári Repülési Egyetem) kampusza.

## Futópályák
A repülőtér futópályái:
- 12L/30R (2600 m, 45 m, aszfalt)
- 12R/30L (1100 m, 30 m, aszfalt)

## Forgalom
Az utasforgalom az elmúlt években az alábbi módon változott:
| Utasok száma | 356 000 | 788 000 | 1 156 000 | 1 471 000 | 1 733 617 | 1 303 930 | 1 221 596 | 1 420 802 | 1 879 963 | 1 761 087 |
|              | 1980    | 1987    | 1992      | 1996      | 2000      | 2005      | 2009      | 2013      | 2018      | 2022      |

## Célállomások
| Légitársaság                | Célállomások                                                       |
| --------------------------- | ------------------------------------------------------------------ |
| Aer Lingus                  | Szezonális: Dublin                                                 |
| Air Algérie                 | Algiers Szezonális: Oran                                           |
| Air Arabia Maroc            | Casablanca, Marrakesh, Fez, Nador, Tanger                          |
| Air France                  | Algiers (2017 október 29-től), Paris–Charles de Gaulle, Paris–Orly |
| Air France operated by HOP! | Nantes                                                             |
| British Airways             | Szezonális: London-Heathrow                                        |
| Chalair Aviation            | Bordeaux                                                           |
| easyJet                     | London–Gatwick Szezonális: London–Luton                            |
| easyJet Switzerland         | Basel/Mulhouse                                                     |
| Eurowings                   | Szezonális: Düsseldorf                                             |
| HOP!                        | Szezonális: Ibiza (2017 július 8-tól)                              |
| KLM                         | Amszterdam                                                         |
| Norwegian                   | Szezonális: Koppenhága, Stockholm-Arlanda (2017 június 19-től)     |
| Royal Air Maroc             | Casablanca                                                         |
| Ryanair                     | Charleroi Szezonális: Hahn, Leeds/Bradford                         |
| Scandinavian Airlines       | Szezonális: Koppenhága                                             |
| Volotea                     | Nantes, Strasbourg Szezonális: Ajaccio, Brest                      |
| Sun Air of Scandinavia      | Szezonális charter: Lorient                                        |